# Шарл дьо Люин
Шарл д'Албер, херцог дьо Люин (на френски Charles d'Albert, duc de Luynes) (5 март 1578 - 15 декември 1621) е фаворит на френския крал Луи ХІІІ и пръв министър на Франция от 1617 до 1621 г. Неговата политика да ограничи силата на големите аристократи и на хугенотите, както и да постави Франция на страната на протестантите в Тридесетгодишната война предшества аналогичните действия на кардинал Ришельо, които обикновено се смятат за негова заслуга.
Произхождащ от род на дребни аристократи, той се обучава в двора, където става любимец на детето-крал Луи ХІІІ. Жени се за красивата Мари дьо Роан, бъдещата херцогиня дьо Шеврьоз. Той е от хората, които виждат своеволията на кръвните принцове, водени от Анри дьо Конде и хугенотската „държава в държавата“ като заплаха за силата на короната. По време на регентството на Мария де Медичи (1610-1617) държавата видимо отслабва и Луи търси начин да вземе лично властта. На 24 април 1617 г. е приведен в изпълнение заговор за убийството на Кончино Кончини - фаворит на кралицата-майка. Зад него стоят кралят и Люин. Кралицата е изпратена в изгнание, а Люин е назначен на поста пръв министър.
През краткото си управление Люин прозрява нуждата на Франция да защити националните си интереси и да се опълчи на другите католически сили (най-вече Хабсбургите), макар че е предимно католическа страна. Поради ограничените си ресурси той не се намесва военно в Тридесетгодишната война, но с активна дипломация се стреми да попречи на испанците да използват прохода Валтелин (главна връзка между Италия и Германия) и долината на Рейн (връзка между Италия и Нидерландия). В това отношение той по-скоро се проваля. По-успешни са мерките му против принцовете и хугенотите - два свързани фактора, които в действията си често ползват външна помощ. Люин усеща, че докато това продължава, Франция не разполага със своя суверенитет. На събранието на благородниците в Руан през 1617 г. той се опитва да ги убеди да плащат данъци, за да не се поема това бреме само от селяните - въпрос, който ще бъде повдиган многократно през целия Стар режим. Когато той намалява пенсиите им, благородниците въстават (1619-1620), привличат на своя страна Мария Медичи, получават подкрепа и от хугенотските принцове. На 7 август 1620 г. кралската армия разбива въстаниците про Пон-дьо-Се, което се превръща в крайъгълен камък в историята на Франция. Преди тази битка всички мерки против хугенотите са се проваляли, но сега армията настъпва на юг и превзема град По. Кралят налага със сила обединяването на хугенотското кралство Навара с кралство Франция (октомври 1620). Имайки вече кралски войски и в тила си, хугенотите са много по-уязвими. Начело с херцог дьо Роан те се вдигат на открити бунтове. Опитът на кралската армия да превземе твърдината Монтобан не успява, но две трети от териториите, контролирани от хугенотите са върнати под властта на краля.
По време на тази кампания Люин заболява от треска и умира. Неговото дело е продължено от кардинал Ришельо, когото приживе той искрено ненавижда.